# West Vero Corridor
West Vero Corridor és una concentració de població designada pel cens dels Estats Units a l'estat de Florida. Segons el cens del 2000 tenia 7.695 habitants.

## Demografia
Segons el cens del 2000, West Vero Corridor tenia 7.695 habitants, 4.235 habitatges, i 2.426 famílies. La densitat de població era de 599 habitants/km².
Dels 4.235 habitatges en un 7,1% hi vivien nens de menys de 18 anys, en un 50,9% hi vivien parelles casades, en un 4,6% dones solteres, i en un 42,7% no eren unitats familiars. En el 39% dels habitatges hi vivien persones soles el 32,5% de les quals corresponia a persones de 65 anys o més que vivien soles. El nombre mitjà de persones vivint en cada habitatge era d'1,78 i el nombre mitjà de persones que vivien en cada família era de 2,26.
Per edats la població es repartia de la següent manera: un 7% tenia menys de 18 anys, un 2,1% entre 18 i 24, un 10,3% entre 25 i 44, un 16,8% de 45 a 60 i un 63,9% 65 anys o més.
L'edat mediana era de 72 anys. Per cada 100 dones de 18 o més anys hi havia 76,3 homes.
La renda mediana per habitatge era de 33.975 $ i la renda mediana per família de 38.175 $. Els homes tenien una renda mediana de 28.301 $ mentre que les dones 25.488 $. La renda per capita de la població era de 24.619 $. Entorn del 4,4% de les famílies i el 7,3% de la població estaven per davall del llindar de pobresa.

## Poblacions més properes
El següent diagrama mostra les poblacions més properes.